# Nanceen Perry
Nanceen Perry (née le 19 avril 1977 à Fairfield) est une athlète américaine spécialiste du 100 mètres et du 200 mètres. 

## Carrière

### Palmarès
| Date | Compétition                  | Lieu              | Résultat | Épreuve               | Performance |
| ---- | ---------------------------- | ----------------- | -------- | --------------------- | ----------- |
| 1996 | Championnats du monde junior | Sydney            | 6e       | 200 mètres            | 23 s 81     |
| 1996 | Championnats du monde junior | Sydney            | 1re      | Relais 4 × 100 mètres | 43 s 79     |
| 1999 | Universiade d'été            | Palma de Majorque | 3e       | 200 mètres            | 23 s 27     |
| 1999 | Championnats du monde        | Séville           | 4e       | Relais 4 × 100 mètres | 42 s 30     |
| 2000 | Jeux olympiques d'été        | Sydney            | 3e       | Relais 4 × 100 mètres | 42 s 20     |

### Records
| Épreuve    | Performance | Lieu       | Date            |
| ---------- | ----------- | ---------- | --------------- |
| 100 mètres | 11 s 15     | Boise      | 5 juin 1999     |
| 200 mètres | 22 s 38     | Sacramento | 23 juillet 2000 |